# Synallaxe austral
Asthenes anthoides
Espèce
Répartition géographique
Statut de conservation UICN

 LC  : Préoccupation mineure
Le Synallaxe austral (Asthenes anthoides) est une espèce de passereaux d'Amérique du Sud appartenant à la famille des Furnariidae.

## Répartition
Cet oiseau niche en Patagonie et la région des Lacs.